# Zuid-Afrikaans Open 2010
Het Zuid-Afrikaans Open 2010 - officieel het South African Open Championship 2010 - was een golftoernooi, dat liep van 16 tot en met 19 december 2010 en werd gespeeld op de Durban Country Club in Durban. Het toernooi maakte deel uit van de Sunshine Tour 2010 en de Europese PGA Tour 2011, het tweede toernooi van het seizoen. Het was de 100ste editie van het Zuid-Afrikaans Open.
Het Zuid-Afrikaans Open en de Currie Cup (rugby) werden beide in 1893 voor het eerste als demonstratietoernooi gespeeld. Het waren de eerste sportevenementen in Zuid-Afrika.

## De baan

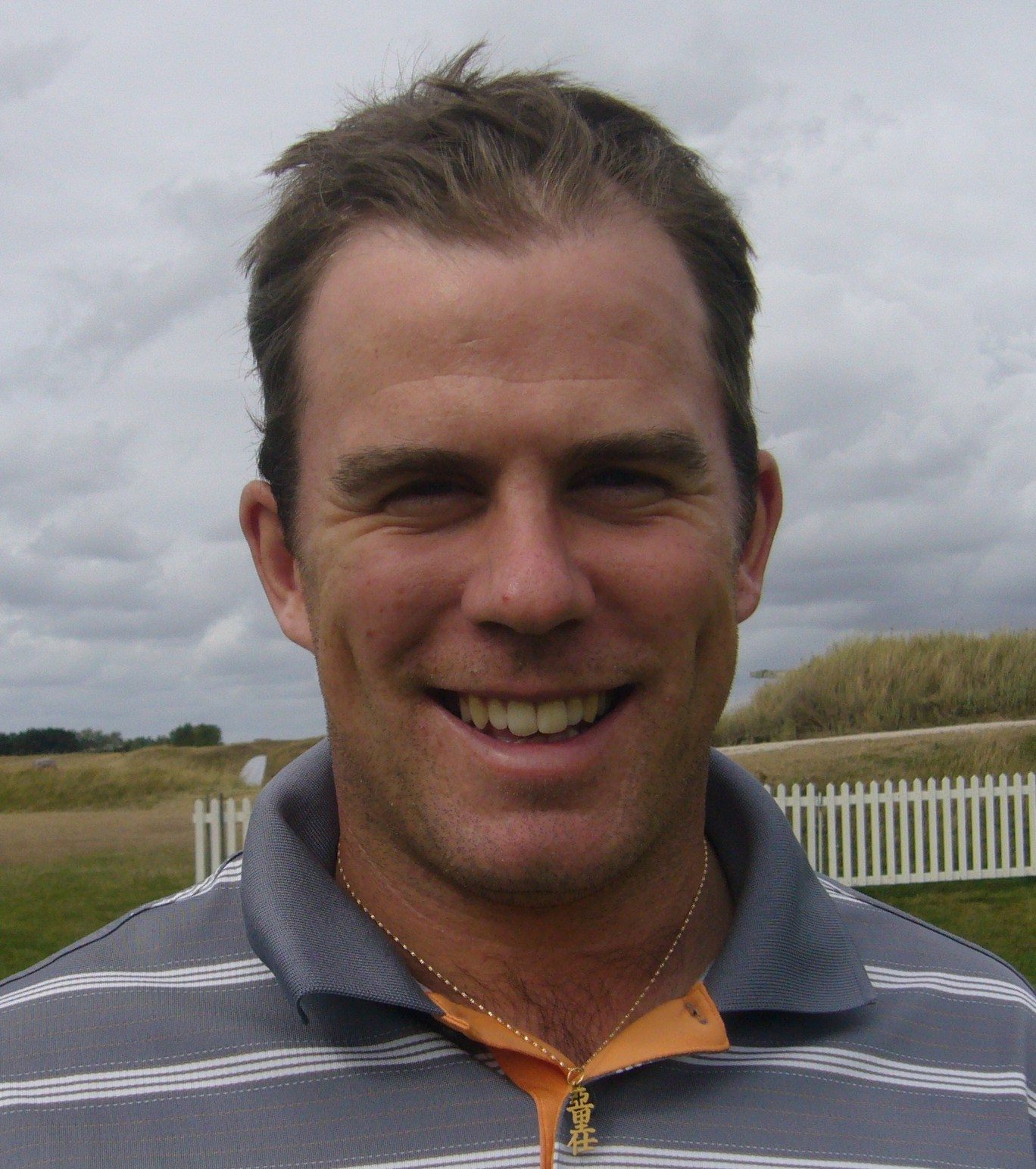
Titelverdediger Richie Ramsay

De Durban Country Club heeft een par 72-golfbaan van 18 holes die kort na 1920 werd aangelegd in de golvende duinen langs de kust van KwaZoeloe-Natal. De eerste vier en de laatste twee holes liggen in die duinen. Er is weinig water.
Hij werd ontworpen door Laurie Waters en George Waterman. Op deze baan werd in 1969 het Open voor het eerste over 72 holes gespeeld.
Dit toernooi laat alle spelers op de eerste tee starten, de eerste start is om half zeven, de laatste om half twee.

## Verslag
De Pro-Am werd gewonnen door Adilson Da Silva, Jaco Van Zyl en Divan Van den Heever, die allen met een score van 66 binnen kwamen.

### Ronde 1
De Europese Tour heeft al weken problemen met vreemde weersomstandigheden. In Spanje was het vorst die de Tourschool dwarszat, in Zuid-Afrika regende het donderdag zo hard dat een deel van de baan onspeelbaar werd. De eerste spelers van de eerste ronde speelden negen holes, daarna werd het spelen gestopt. Vrijdag werd de eerste ronde voortgezet. Retief Goosen was met -8 lange tijd clubhouse leader maar daar kwam Alex Cejka bij, Ernie Els en Charl Schwartzel maakten -7, Floris de Vries staat met -5 op de 10de plaats.

### Ronde 2
Floris de Vries maakte +2 en kwam voorlopig op de 42ste plaats. In de loop van de dag werd hij door enkele spelers ingehaald maar hij heeft zich net gekwalificeerd. Ernie Els, die het Open al vier keer won, maakte weer -7 en werd clubhouse leader. Hij bleef aan de leiding met twee slagen voorsprong op Retief Goosen.

### Ronde 3
Er is besloten om zondag de korte hole 4 niet te spelen. Alle spelers moeten voor die hole een 3 als score noteren. 

In de laatste groep spelen Els (OWGR 12), Goosen (OWGR 17) en Wattel. Na drie holes stonden Els en Goosen gelijk op -14, Hole 4 werd overgeslagen, en daarna was Goosen  niet meer te stoppen. Na negen holes stond hij op -17 en Els nog op -14. In de groep voor hen speelt Louis Oosthuizen die na negen holes ook op -14 is gekomen. Maar de dag is nog lang, er moeten nog 27 holes gespeeld worden. In de tweede negen holes maakte Ernie Els vijf birdies en kwam weer aan de leiding.

### Ronde 4
Na negen holes stond Ernie Els op -21, twee slagen voor op Goosen en vier op Louis Oosthuizen. Na twaalf holes werd het verschil drie slagen en nog zes holes te spelen. Dan is Els in zijn element, hij is een zeer bekwaam matchplayspeler. Op hole 14 maakte Goosen een birdie maar Els een eagle, zodat ze op vier slagen verschil kwamen met nog vier holes te gaan. Retief eindigde met drie birdies maar daarmee kwam hij niet in een play-off. Ernie Els speelde de laatste holes in par hetgeen voldoende was om het toernooi voor de 5de keer in achttien jaar te winnen.
Floris de Vries startte op hole 10 en maakte -2 over zijn eerste negen holes. Zijn dagscore werd -3 voor een totaal van -5 en een gedeeld 42ste plaats.
| Speler           | R1 | Nr  | R2  | Totaal | Nr  | R3 | Totaal | Nr  | R4 | Totaal | Nr  |
| ---------------- | -- | --- | --- | ------ | --- | -- | ------ | --- | -- | ------ | --- |
| Ernie Els        | -7 | T3  | -7  | -14    | 1   | -5 | -19    | 1   | -6 | -25    | 1   |
| Retief Goosen    | -8 | T1  | -4  | -12    | 2   | -6 | -18    | 2   | -6 | -24    | 2   |
| Louis Oosthuizen | -5 | T10 | -5  | -10    | T4  | -5 | -15    | 3   | -6 | -21    | 3   |
| Charl Schwartzel | -7 | T3  | -3  | -10    | T4  | -3 | -13    | 4   | -5 | -18    | 4   |
| Robert Rock      | -3 | T31 | -3  | -6     | T17 | -5 | -11    | T8  | -5 | -16    | T5  |
| Romain Wattel    | -5 | T10 | -6  | -11    | 3   | -1 | -12    | T5  | -4 | -16    | T5  |
| Alex Cejka       | -8 | T1  | par | -8     | T7  | -3 | -11    | T8  | -4 | -15    | T7  |
|                  |    |     |     |        |     |    |        |     |    |        |     |
| Floris de Vries  | -5 | T10 | +2  | -3     | T50 | +1 | -2     | T54 | -3 | -5     | T42 |

## Spelers
Sinds het toernooi deel uitmaakt van de Europese Tour is ook ongeveer de helft van de deelnemers afkomstig van deze Tour. Richie Ramsay was vorig jaar de zevende buitenlander die het toernooi won.
| Europese Tour - Seve Benson - John Bickerton - Richard Bland - Charlie Bolling Jr - Markus Brier - Mark Brown - Rafael Cabrera Bello - Magnus A. Carlsson - Alex Cejka - Robert Coles - Carlos Del Moral - Robert Dinwiddie - David Dixon - Trevor Dodds (1990) - David Drysdale - Ernie Els ('92, '96, '98, '07) - Jamie Elson - Kenneth Ferrie - Oliver Fisher - Lorenzo Gagli - Sebi Garcia - Daniel Gaunt - Adam Gee - Retief Goosen (1995, 2006) - Matt Haines - Oskar Henningsson - Michael Hoey - David Howell - Jeppe Huldahl - Sam Hutsby - Scott Jamieson - Eirik Tage Johansen - Tony Johnstone (1984) - Alex Kaleka - James Kingston (2008) - Espen Kofstad | - Gavan Levenson (1985) - Steve Lewton - Stuart Manley - Pablo Martín - Richard McEvoy - Damien McGrane - George Murray - Thorbjørn Olesen - Wade Ormsby - John Parry - Phillip Price - Richie Ramsay (2010) - Victor Riu - Robert Rock - Raymond Russell - Elliot Saltman - Lloyd Saltman - Jarmo Sandelin - Marcel Siem - Joel Sjöholm - Lee Slattery - Richard Sterne (2009) - Marius Thorp - Steven Tiley - Alvaro Velasco - Floris de Vries - Anthony Wall - Romain Wattel - Wayne Westner (1988) - Peter Whiteford - Clinton Whitelaw (1983) - Martin Wiegele - Bernd Wiesberger - Julio Zapata - Matthew Zions | Nationale/Regionale Order of Merit - Warren Abery - Jaco Ahlers - Thomas Aiken - Christiaan Basson - Steve Basson - Oliver Bekker - Jacques Blaauw - Desvonde Botes - Michiel Bothma - Merrick Bremner - TC Charamba - Charl Coetzee - George Coetzee - André Cruse - Andrew Curlewis - Adilson Da Silva - Keenen Davidse - Louis De Jager - Warrick Druian - Tyrone Ferreira - Darren Fichardt - Trevor Fisher Jr - Dion Fourie - Branden Grace - Alex Haindl - David Hewan - Keith Horne - Jean Hugo - James Kamte - Peter Karmis - Jbe' Kruger - Brett Liddle - Martin Maritz - Eugen Marugi - Doug McGuigan - Alan McLean - Anthony Michael - Louis Moolman - Titch Moore | - Tyrone Mordt - Grant Muller - Garth Mulroy - Mark Murless - Lindani Ndwandwe - Prinavin Nelson - Shaun Norris - Louis Oosthuizen - Hennie Otto - Deane Pappas - Brandon Pieters - Jake Roos - Omar Sandys - Neil Schietekat - Charl Schwartzel - Teboho Sefatsa - Chris Swanepoel - Des Terblanche - Toto Thimba Jr - Ryan Tipping - Tyrone van Aswegen - Ulrich van den Berg - Willie van der Merwe - Dawie van der Walt - Jaco Van Zyl - Bradford Vaughan Sponsoruitnodigingen - Divan Van den Heever - Alphuis Kelapile - Vaughn Taylor - Anton Haig - Tim Clark Amateurs - Louis Canter - Jo Claassen - Ryan Dreyer - Dylan Frittelli - Dean O'Riley |

## Trivia
- Alleen het Brits Open is een ouder Nationaal Open, dat uitgroeide tot een belangrijk internationaal toernooi.